# Rudolf Dieselstraat
Rudolf Dieselstraat is een straat in Amsterdam-Oost.

## Geschiedenis en ligging
Hier lag vanaf 1629 na inpoldering agrarisch gebied met hier en daar wat bewoning dat tussen 1817 en 1921 toebehoorde aan de gemeente Watergraafsmeer. In laatstgenoemd jaar kwam het gebied in handen van gemeente Amsterdam. Amsterdam had gebied voor stadsuitbreiding nodig, maar toch kwam die maar langzaam op gang. 
De straatnaam Rudolf Dieselstraat, vernoemd naar wetenschapper Rudolf Diesel, kwam per raadsbesluit van 26 juli 1939 tot stand. Samen met straten vernoemd naar George Westinghouse, Gottlieb Daimler, Robert Stephenson en Bernardus Hermanus Goudriaan wilde men een eerbetoon aan hun bijdragen aan het spoor een gebiedje rond het Station Amsterdam Amstel inrichten.  Toen brak de Tweede Wereldoorlog uit. Het station werd weliswaar in 1939 geopend, maar bebouwing van de omgeving bleef uit. Tot begin jaren 1950-1959 bleef het gebied grotendeels leeg. De Goudriaanstraat ten westen van het station, dis afgescheiden van de rest) kwam er als eerste (1950). Een nieuwe George Westinghousestraat, Stephensonstraat en Dieselstraat werden per raadsbesluit van 9 juli 1952 vastgelegd voor een wijk ten zuiden van de Ringvaart (Watergraafsmeer). Een Daimlerstraat zou er nooit meer komen. Het wijkje achter Ringdijk 55/56 kreeg de naam Plan/Complex De Eenhoorn, vernoemd naar het gebouw Vergulden Eenhoorn aan Ringdijk 58.
De Rudolf Dieselstraat kreeg verkeerstechnisch aan het noordelijk eind een aansluiting met de zuidelijk ringdijk van de vaart en eindigde op de James Wattstraat, vernoemd naar James Watt. 
Er is geen kunst in de openbare ruimte geplaatst. De straat biedt vanaf aanleg geen ruimte voor openbaar vervoer. 

## Gebouwen
De Rudolf Dieselstraat werd volgebouwd met dwars op de straat staande duplexwoningen (twee bouwlagen met kap) ontworpen door het architectenduo Johan Hendrik Groenewegen en Simon van Woerden, opgetrokken uit Bredero’s bouwsysteem. De wijk kwam enigszins op afstand van de dijk/vaart te liggen vanwege Vergulden Eenhoorn en twee noodscholen met speelplaats. Na oplevering ging de geschiedenis bijna geheel voorbij aan dit buurtje.
Eerste teken van reuring was nieuwbouw van woningen op het schoolterrein; het is dan omstreeks 1988. Het blokje hield tot de jaren tien van de 21e eeuw afstand tot de rest van de straat. In die periode kwam er wederom nieuwbouw. Aan het eind van het decennium viel het doek voor scheppingen van Groenewegen en Woerden; de woningen voldeden niet meer aan de eisen, al waren ze al een keer gerenoveerd. Op 24 maart 2018 kwam de straat even in het nieuws toen het vluchtelingencollectief "We Are Here" enkele woningen kraakte; de rechter bepaalde dat de groep op 4 juni 2018 weer weg moest zijn. Alle bebouwing op de nieuwbouw na werd gesloopt in opdracht van Ymere. Ymere begon direct daarna met de bouw van vier vierkante woonblokken met sociale woningbouw. De circa 380 woningen zijn gebouwd rondom gemeenschappelijke binnentuinen ingericht door Hans Boots. Korth Tielens Architecten (twee noordelijke blokken) en Heren 5 architecten (twee zuidelijke blokken) ontwierpen de woningen en schakelden hier en daar kunstenaars Hansje van Halem (glazuurtegels) en Michel Schuurman (knikkers) in. Bijzonder is dat elke woningen een balkon heeft, of aan de straat of aan de binnentuin.  Bij deze nieuwbouw werd het parkeren op straat teruggebracht, waardoor kinderen op straat kunnen spelen. Door te bouwen in vierkanten ontstond een er een nieuwe zijstraat, de Maria Telkesstraat, in februari 2019 vernoemd naar Mária Telkes (Gemeenteblad 2019, nummer 38184). De straten tussen de bouwblokken zijn alleen toegankelijk voor voetgangers.

## Afbeeldingen

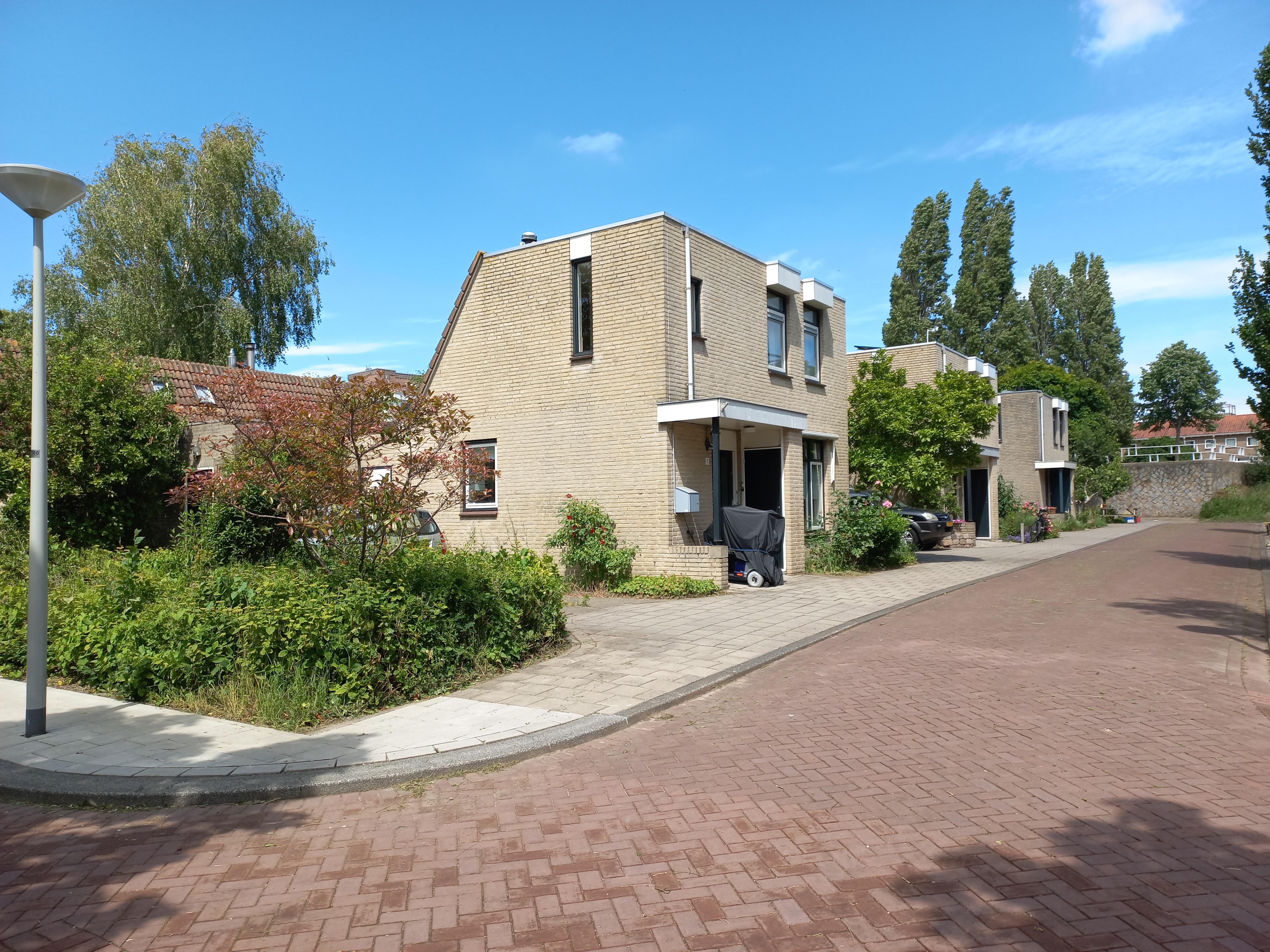
Rudolf Dieselstraat 1-3 (juni 2022)
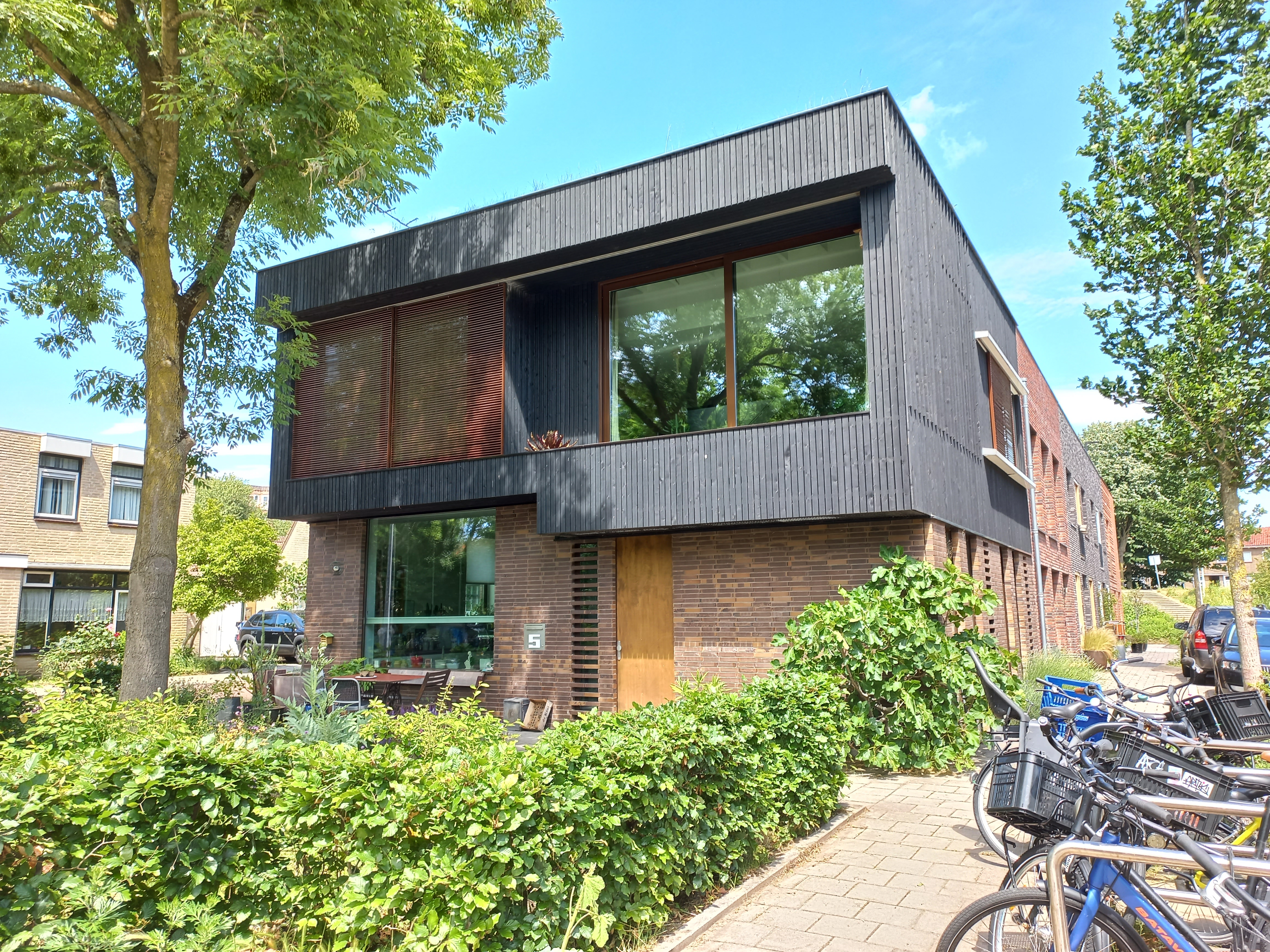
Rudolf Dieselstraat 5 met daarachter Stephensonstraat 1A-D (juni 2022)
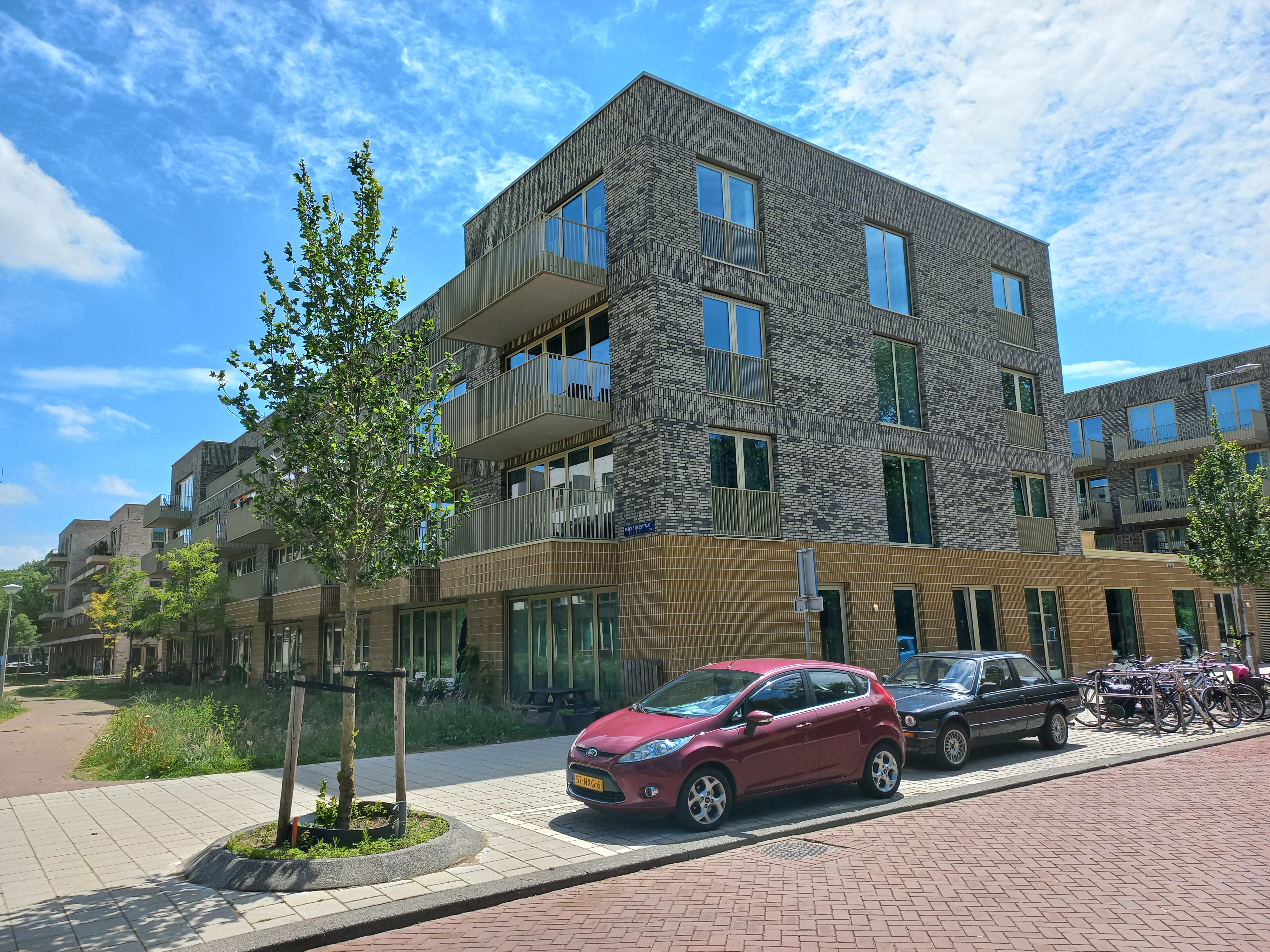
Links: Rudolf Dieselstraat 6-14 (juni 2022)